# Île Anangula
L'île Anangula (en russe : Анангула)  est une île du groupe des Îles Fox appartenant aux îles Aléoutiennes en Alaska (États-Unis).
Des découvertes archéologiques réalisées sur l'île en font le plus ancien site occupé par l'Homme dans les îles Aléoutiennes.
Longue de seulement 2,3 km, l'île Anangula est séparée de l'île Umnak par un détroit d'une largeur de 1,5 km.